# Antoni Plamitzer
Antoni Marian Plamitzer (ur. 5 sierpnia 1916 we Lwowie, zm. 5 października 2001 r. w Opolu) – polski elektrotechnik; nauczyciel akademicki związany z uczelniami we Lwowie, Gliwicach i Opolu; należał do jednych z głównych twórców politechnik w Gliwicach i Opolu.

## Życiorys

### Pochodzenie i młodość
Urodził się w 1916 roku we Lwowie, w rodzinie inteligenckiej. Jego ojciec Antoni Karol (1889-1954), należący do twórców polskiej szkoły geometrii wykreślnej był profesorem zwyczajnym trzech Politechnik: Lwowskiej, Śląskiej i Krakowskiej. Dzieciństwo i młodość spędził w rodzinnym mieście, gdzie uczęszczał w latach 1926-1934 do X Państwowego Gimnazjum im. Henryka Sienkiewicza, w którym zdał egzamin dojrzałości. Otrzymał także wykształcenie muzyczne przez co występował jako solista-skrzypek w Polskim Radiu we Lwowie. W 1934 oku rozpoczął studia na Oddziale Elektrycznym Wydziału Mechanicznego Politechniki Lwowskiej. Dyplomy magistra inżyniera elektryka uzyskał już podczas II wojny światowej w 1940 roku. Pracę zawodową rozpoczął jeszcze w trakcie studiów w 1938 roku jako asystent na swojej macierzystej uczelni, za co nie otrzymywał żadnego wynagrodzenia.

### Lata okupacji
W czasie okupacji sowiecko-hitlerowskiej pracował w warsztatach elektromechanicznych oraz jako nauczyciel w Polskiej Szkole Rzemieślniczej we Lwowie w ramach tajnych kompletów. W tym czasie opracował swój pierwszy podręcznik pt. Elektrotechnika samochodowa, którego recenzentem był prof. Stanisław Fryze. Podręcznik ten o objętości około 200 stron ukazał się w trzech wydaniach w 1944, 1946 i 1949 roku.
W czerwcu 1944 roku wraz z rodziną przeniósł się do Limanowej, gdzie pracował w ramach robót przymusowych dla Niemców przy rozbudowie miejscowego dworca kolejowego. Po wkroczeniu wojsk radzieckich zgłosił się do pracy przy budowie linii wysokiego napięcia z Sowlinów do Limanowej, a następnie po pieszej wędrówce dotarł do Krakowa, gdzie w lutym tu w lutym 1945 roku rozpoczął pracę w Polskich Liniach Dalekosiężnych w Krakowie.

### Praca na Politechnice Śląskiej
W czerwcu 1945 roku w momencie powołania do życia Politechniki Śląskiej w Krakowie, podjął w niej pracę jako starszy asystent, zostając współpracownikiem prof. Kazimierza Idaszewskiego. Następnie w 1947 roku wraz z przeniesieniem politechniki do Gliwic osiedlił się na Górnym Śląsku. Brał udział w organizacji Katedry Maszyn Elektrycznych i jej laboratoriów. W efekcie tych prac powstało tam pierwsze po wojnie, dobrze zorganizowane i jak na owe czasy bardzo dobrze wyposażone, uczelniane laboratorium maszyn elektrycznych. Pracował tam u boku prof. Władysława Kołka, a następnie prof. Zygmunta Gogolewskiego, na stanowiskach adiunkta (1946–1952), zastępcy profesora (1952-1961) i starszego wykładowcy (1961-1966).
Od 1948 roku prowadził na śląskiej uczelni technicznej wykłady z maszyn elektrycznych na Wydziale Elektrycznym, a później Wydziale Górniczym. W latach 1954–1955 pełnił funkcję dziekana Wydziału Elektrycznego. Jednocześnie pracował jako nauczyciel elektrotechniki w Państwowym Technikum dla tzw. Robotników Wysuniętych w Bytomiu. Ponadto w latach 1947-1948 był pracownikiem Biura Studiów Zjednoczenia Przemysłu Maszyn Elektrycznych. Na okres pełnienia przez niego funkcji dziekana Wydziału Elektrycznego PŚ przypadł trudny okres Wydarzeń Październikowych z 1956 roku. Podczas których Antoni Plamitzer zyskał sobie uznanie środowiska akademickiego i studenckiego ze względu na nieuginanie się pod naciskami politycznymi władz partyjno-państwowych. Odważnie uczestniczył w wiecach i manifestacjach studenckich. W krytycznym momencie dzięki swojej postawie i argumentom potrafił zapanować nad wzburzonym tłumem studentów.

### Praca na opolskiej WSI
W 1960 roku Antoni Marian Plamitzer związał się ze środowiskiem akademickim Opola, będąc początkowo organizatorem opolskiego punktu konsultacyjnego Politechniki Śląskiej. Równolegle od 1963 do 1979 roku prowadził wykłady z maszyn elektrycznych i był założycielem oraz kierownikiem Zakładu, a następnie Katedry Elektrotechniki w Wyższej Szkole Pedagogicznej im. Powstańców Śląskich w Opolu, przekształconej w 1994 roku w Uniwersytet Opolski).
W 1966 roku został przeniesiony służbowo do powstającej na Śląsku Opolskim Wyższej Szkoły Inżynieryjnej, która została przemianowana w 1996 roku na Politechnikę Opolską. Objął tam stanowisko docenta etatowego. Został także pierwszym dziekanem i organizatorem Wydziału Elektrycznego WSI w Opolu. Funkcję tę sprawował do 1970 roku. Jednocześnie zorganizował od podstaw Zespół Maszyn i Napędów Elektrycznych, przekształcony w 1975 roku w Zakład Przetwarzania i Użytkowania Energii Elektrycznej oraz jego laboratoria. Był jego kierownikiem w latach 1966-1977.
W maju 1978 roku poważnie zachorował przez co przeszedł na rentę inwalidzką. Po długiej rekonwalescencji wrócił do zdrowia i podjął ponownie pracę na opolskiej uczelni technicznej. Włączył się z zaangażowaniem do pracy dydaktycznej, wychowawczej i społecznej, pisząc przy tym monografię na temat sposobów opisywania zmiennych stanu w obwodach elektrycznych. W 1984 roku został powołany na stanowisko profesora kontraktowego. W 1994 roku jego stan zdrowia ponownie gwałtownie się pogorszył. W związku z czym przeszedł na emeryturą, żegnając się z pracą na uczelni. Zmarł w 2001 roku w Opolu, gdzie został pochowany.
Za swoją działalność naukowo-dydaktyczną oraz społeczną otrzymał liczne nagrody, w tym m.in.: Srebrną Odznakę Zasłużonemu w Rozwoju Województwa Katowickiego (1964), Odznakę Honorową Zrzeszenia Studentów Polskich (1966), Odznakę "Zasłużonemu Opolszczyźnie" (1971), Złoty Krzyż Zasługi (1973), Odznakę za Zasługi dla Miasta Opola (1976), Krzyż Kawalerski Orderu Odrodzenia Polski (1978), Medal Komisji Edukacji Narodowej, a także nagrody ministerialne, uczelniane.